# Del Monte Foods
Del Monte Foods ist ein US-amerikanisches Unternehmen mit Firmensitz bei San Francisco.
Das Unternehmen wurde 1916 als California Packing Corporation gegründet.
Im Unternehmen sind rund 8.100 Mitarbeiter beschäftigt. Das Unternehmen produziert Gemüse, Obst und Tiernahrungsmittel. Die Produkte werden im In- und Ausland verkauft. Markennamen sind unter anderem Del Monte, S&W, Contadina, College Inn, Meow Mix, Kibbles 'n Bits, 9Lives, Milk-Bone, Pup-Peroni, Meaty Bone, Snausages und Pounce. Konsumenten in Deutschland kennen Del Monte speziell von Obstkonserven.  Im Jahr 2006 kam es wegen Überschreitung des Cadmiumgrenzwerts bei Konserven zu einer Rückrufaktion.
Im November 2010 wurde Del Monte Foods an ein Konsortium um die US-amerikanische Beteiligungsgesellschaft Kohlberg Kravis Roberts & Co. verkauft. 2014 wurde die Del Monte Foods von der Del Monte Pacific Ltd. mit Sitz auf den Philippinen übernommen. Der Geschäftsbereich Tiernahrung wurde in das neue Unternehmen Big Heart Pet Brands ausgelagert.
Im Juli 2025 wurde bekannt, dass Del Monte Insolvenz via Chapter 11 anmeldet.

## Trivia
Aufsehen erregte 1996 der Fehldruck der so genannten Del-Monte-Banknote mit der aufgedruckten Firmenmarke.